# Anagyrus indicus
Anagyrus indicus är en stekelart som först beskrevs av Subba Rao 1967.  Anagyrus indicus ingår i släktet Anagyrus och familjen sköldlussteklar. Inga underarter finns listade i Catalogue of Life.